# Lúcio (football, 1934)
Pour les articles homonymes, voir Lucio.
Lúcio Soares, ou simplement Lúcio, est un footballeur portugais né le 31 mai 1934 à Manhuaçu au Brésil et mort le 15 novembre 1974. Il évoluait au poste de défenseur.

## Biographie

### En club
Brésilien d'origine, Lúcio Soares évolue à l'America FC RJ avant de partir au Sporting CP en 1959,,.
Avec le Sporting, il est champion du Portugal en 1962. Il remporte également la Coupe du Portugal en 1963, il marque un but lors de la finale contre le Vitória Guimarães,.
Il fait partie de l'équipe qui remporte la Coupe des coupes 1964. Il dispute 3 matchs pour un but marqué lors de cette édition.
Il joue également 6 rencontres pour 2 buts marqués en Ligue des champions.
Il dispute 65 matchs pour 19 buts marqués en première division portugaise durant 5 saisons,.

### En équipe nationale
International portugais, il reçoit cinq sélections en équipe du Portugal entre 1960 et 1962, pour aucun but marqué.
Son premier match a lieu le 27 avril 1960 en amical contre l'Allemagne de l'Ouest (défaite 1-2 à Ludwigshafen-sur-le-Rhin).
Il dispute deux matchs dans le cadre des qualifications pour la Coupe du monde 1962.
Son dernier match a lieu le 9 mai 1962 en amical contre le Brésil (défaite 0-1 à Rio de Janeiro).

## Palmarès
Avec le Sporting Portugal :
- Champion du Portugal en 1962
- Vainqueur de la Coupe du Portugal en 1963
- Vainqueur de la Coupe des coupes en 1964